# Ponorka (film)
Ponorka (německy Das Boot) je německý film režiséra Wolfganga Petersena z roku 1981 na námět stejnojmenného románu Lothara-Günthera Buchheima. Film vypráví očima poručíka Wernera (Buchheim) příběh ponorky U96 a velmi realisticky popisuje každodenní pobyt námořníků a strojníků na její palubě.

## Děj
U96 vyplouvá na hlídkovou plavbu z přístavu v La Rochelle. Po dlouhém a vyčerpávajícím plavení na moři narazí na konvoj a potopí z něj několik lodí. Ponorka potom dostane rozkaz proplout skrz Gibraltarský průliv a dostat se do přístavu La Spezia v Itálii. Všichni vědí, že dostat se přes Gibraltar je téměř nemožné, ale zkusit to musejí. Ještě před splněním rozkazu U96 zakotví ve Vigu a doplní naftu a torpéda z německé lodi Weser. Kapitán chce nechat Wernera a strojního důstojníka ve Vigu, ale tento krok je zamítnut. Při pokusu průniku skrz Gibraltarskou úžinu je ponorka těžce poškozena a dosedne až na dno moře. Všichni členové posádky několik hodin opravují poškozenou loď a hlavně díky usilovné práci strojního důstojníka (Klaus Wennemann) je opět připravena k vynoření. U96 se těžce poškozená vrátí do La Rochelle, avšak ve chvíli slavnostního připlutí napadnou přístav spojenecká letadla a U96 potopí. Mnoho členů posádky přepad nepřežije. Kapitán klečí na kolenou a z úst mu stéká krev. Dívá se na svou ponorku, jak pomalu mizí pod hladinou, a když se ztratí úplně, padne na betonové molo.

## Obsazení
- Jürgen Prochnow: Kapitán („Starej“) – předobrazem byl skutečný kapitán U96 Heinrich Lehmann-Willenbrock
- Hubertus Bengsch: 1. důstojník (I. WO) – předobrazem byl skutečný první důstojník U96 Gerhard Groth
- Klaus Wennemann: Hlavní inženýr (LI) – předobrazem byl skutečný hlavní inženýr U96 Hans Peter Dengel
- Herbert Grönemeyer: Poručík Werner – založen na osobě autora románu, námořního dopisovatele Lothara-Günthera Buchheima
- Martin Semmelrogge: 2. důstojník (II. WO) – předobrazem byl skutečný druhý důstojník U96 Werner Herrmann
- Uwe Ochsenknecht: bocman Lamprecht
- Erwin Leder: hlavní strojník Johann – předobrazem byl skutečný hlavní strojník U96 Hans Johannsen
- Jan Fedder: bocman Pilgrim
- Claude-Oliver Rudolph: strojník Ario
- Ralf Richter: strojník Frenssen
- Oliver Stritzel: strojník Schwalle
- Heinz Hoenig: radista Hinrich
- Sky Du Mont: poručík Müller
- Bernd Tauber: kormidelník Kriechbaum – předobrazem byl skutečný kormidelník U96 Alfred Radermacher
- Martin May: Praporčík Ullmann – předobrazem byl skutečný praporčík na U96 Hans Heinrich Hass, který se později stal velitelem moderních ponorek třídy XXIII
- Otto Sander: kapitánporučík Thomsen
- Günter Lamprecht: kapitán lodi „Weser“